# Wrogocin
Wrogocin – wieś sołecka w Polsce położona w województwie mazowieckim, w powiecie płockim, w gminie Drobin.
| SIMC    | Nazwa | Rodzaj    |
| ------- | ----- | --------- |
| 0563743 | Górka | część wsi |

Wieś duchowna Wrogocino, własność prebendalna płockiej kapituły katedralnej w 1542 roku położona była w drugiej połowie XVI wieku w powiecie bielskim województwa płockiego. W latach 1975–1998 miejscowość administracyjnie należała do województwa płockiego.